# Distretto di Wakiso
Il distretto di Wakiso (in inglese Wakiso District) è un distretto della Regione Centrale dell'Uganda, che comprende la capitale Kampala e la città di Entebbe. Il distretto circonda la capitale Kampala, e comprende la seconda città per popolazione del paese, Kira, un sobborgo di Kampala stessa. Il distretto prende il nome dal suo capoluogo Wakiso, circa 20 km a nordest di Kampla e sull'autostrada per Hoima. Confina con i distretti di Luwero (nord), col Nakaseke (nordest), Mityana (ovest), Mpigi (ovest e sudovest) e Kalangala (sud). La popolazione è in rapida espansione: circa 500.000 persone nel 1991, diventarono 900.000 nel 2002 e sono più di 2.000.000 secondo l'ultimo censimento (2014). La popolazione si sta sempre più urbanizzando, lasciando le tradizionali attività agricole per dedicarsi al commercio ed all'industria.